# Kapuzinersee
Kapuzinersee är en sjö i Österrike.   Den ligger i förbundslandet Steiermark, i den centrala delen av landet, 220 km sydväst om huvudstaden Wien. Kapuzinersee ligger 2 466 meter över havet.
Trakten runt Kapuzinersee består i huvudsak av gräsmarker. Runt Kapuzinersee är det ganska glesbefolkat, med 21 invånare per kvadratkilometer.